# Encyklopedia Radomia
Encyklopedia Radomia – polska encyklopedia, regionalna publikacja encyklopedyczna syntetyzująca dzieje i współczesność Radomia, wydana dwukrotnie, w 2009 oraz w 2012 roku, nakładem Wydawnictwa Naukowego Instytutu Technologii Eksploatacji – Państwowego Instytutu Badawczego w Radomiu.
Pierwsze wydanie publikacji liczy 335 stron i zawiera ok. 2000 haseł rzeczowych i osobowych oraz ilustracje współczesne i archiwalne. Drugie wydanie zostało uzupełnione o ok. 180 haseł rzeczowych i osobowych oraz dalsze ilustracje. Oba wydania zawierają dodatkowo kalendarium historii miasta, wykaz nazw wybranych ulic Radomia oraz wybór literatury dotyczącej tego miasta.
Jest to pierwsze wydawnictwo encyklopedyczne dotyczące Radomia. Przy jego tworzeniu wykorzystano materiały ze zbiorów instytucji radomskich (Archiwum Państwowe w Radomiu, Miejska Biblioteka Publiczna im. J.A. i J.S. Załuskich,  Muzeum im. Jacka Malczewskiego) oraz stołecznych (Biblioteka Narodowa, Biblioteka Publiczna m.st. Warszawy – Biblioteka Główna Województwa Mazowieckiego, Biblioteka Uniwersytecka). Na ilustracje składają się współczesne fotografie autorstwa radomskiego fotografa Wojciecha Stana, materiały ze zbiorów Archiwum Państwowego w Radomiu, Miejskiej Biblioteki Publicznej w Radomiu oraz Muzeum im. Jacka Malczewskiego w Radomiu, a także fotografie przekazane przez osoby prywatne.